# 福羽発三
福羽 発三（ふくば のぶぞう、1890年（明治23年）8月3日 - 1961年（昭和36年））は、日本の園芸家、造園家。

## 経歴
東京で農学者、福羽逸人の三男として生まれた。1916年（大正5年）、東北帝国大学農学部第一部（現・北海道大学農学部）卒業。卒業後農商務省に出仕。
1918年（大正7年）から翌年にかけて静岡県興津町にある農事試験場園芸部において疏菜の促成栽培法の研究を行う。
1924年（大正13年）に宮内技手として宮内省内匠寮勤務となり、新宿御苑詰となる。1934年（昭和9年）には主膳監兼任となる。1937年（昭和12年）に園芸施設および技術の研究のため、イギリス、フランス、ドイツヘ出張した。1940年（昭和15年）から宮内技師となり、その後内匠寮御用掛となる。
1946年（昭和21年）に地方技官となり、翌年から宮内省に出仕し主殿寮工務課勤務となる。1948年（昭和23年）嘱託制度廃止で解嘱。1953年（昭和28年）に財団法人新宿御苑保存協会理事嘱託となる。

## 著作
校訂
- 原色果物図譜   石井勇義 著[他] (誠文堂新光社, 1935)

論稿
- アサヒカメラ. 33(4)(193)   (朝日新聞出版, 1942-04)
- 新宿御苑沿革略記 / 公園緑地 = Parks and open space. 11(1)  (日本公園緑地協会, 1949-02)
- 新知識 茶飮話から種を拾ふ(園藝通人座談會) / 農業世界. 31(3)   (博友社, 1936-03)
- 新らしい珍らしい 果物｢アボカド｣の話 / 農業世界. 32(4)   (博友社, 1937-03)
- 口繪(三色)のリーキに就いて / 農業世界. 32(6)   (博友社, 1937-05)
- 第6講 黒ぼか土でのバラ作り バラ作り方講座   (バラ・ブック ; 第1) / 岡本勘治郎 等著 (タキイ種苗出版部, 1955)
- 西洋野菜の作り方 / 婦人之友. 41(2)   (婦人之友社, 1947-03)
- 移動座談會　いけがきの話 / 婦人之友. 43(6)   (婦人之友社, 1949-06)
- 口繪　日本の菊 / 婦人之友. 43(11)   (婦人之友社, 1949-11)
- メロン偶感・福羽發三 / マスクメロン   (マスクメロン協会, 1938)

## 親族
- 祖父 - 福羽美静（子爵）
- 父 - 福羽逸人[1]
- 妻 - 福羽光子（子爵戸田忠行次男戸田忠雄の二女）[1]
- 兄 - 福羽真城（子爵）
- 叔父 - 福羽恩蔵[要出典]